# سیارک ۱۹۷۸۵۶
سیارک ۱۹۷۸۵۶ (به انگلیسی: 197856 Tafelmusik، نامگذاری:2004QH16) صد و نود و هفت هزار و هشتصد و پنجاه و ششمین سیارک کشف شده‌است که در ۲۱ اوت ۲۰۰۴ کشف شد.